# Fritz Garben
Fritz Garben (* 22. Oktober 1938 in Bad Homburg vor der Höhe) ist ein deutscher Brigadegeneral außer Dienst des Heeres der Bundeswehr, zuletzt von 1995 bis 1999 General der Heeresfliegertruppe und Kommandeur der Heeresfliegerwaffenschule in Bückeburg, und Autor.

## Leben
Garben absolvierte 1959 das Abitur und trat als Offizieranwärter beim Panzerbataillon 83 in Lüneburg in die Bundeswehr ein. Nach Abschluss der Offizierausbildung zum Offizier des Truppendienstes der Panzertruppe wechselte er im Dienstgrad eines Leutnants die Truppengattung zur Heeresfliegertruppe im Jahr 1961 und absolvierte bis 1962 die fliegerische Ausbildung. Von 1962 bis 1964 war er Staffeloffizier und Hörsaalleiter in der Offizierausbildung an der Heeresfliegerwaffenschule in Bückeburg. Von 1965 bis 1969 war er Staffelkapitän im Dienstgrad Hauptmann der Transporthubschrauber-Staffel des Heeresfliegerbataillons 6 in Itzehoe und anschließend von 1969 bis 1971 als Major stellvertretender Bataillonskommandeur des Heeresfliegerbataillons 10 in Neuhausen ob Eck und von 1991 bis 1973 als Oberstleutnant Abteilungskommandeur der Fliegenden Abteilung 251 im Heeresfliegerregiment 25 in Laupheim.
Von 1973 bis 1976 war Garben stellvertretender Regimentskommandeur des Mittleren Heeresfliegertransportregiments 25 und nahm in diesem Zeitraum am Flight Examiner Course in den Vereinigten Staaten teil. Von 1976 bis 1980 war er Dezernatsleiter Grundsatz, Organisation und Ausbildung in der Abteilung VII des Heeresamtes in der Konrad-Adenauer-Kaserne in Köln und deutscher Sprecher HIS WP MAS in Brüssel. Von 1980 bis 1984 war er als Oberst Regimentskommandeur des Heeresfliegerregiments 6 auf dem Flugplatz Flugplatz Itzehoe/Hungriger Wolf, von 1984 bis 1987 Gruppenleiter in der Abteilung VII/XII im Heeresamt, Präsident FINABEL „Kilo“, von 1987 bis 1989 Inspizient der Heeresfliegertruppe, von 1989 bis 1994 Kommandeur des Heeresfliegerkommandos 1 in Rheine-Bentlage, 1991 Beauftragter des Inspekteurs des Heeres für die Operation Kurdenhilfe im Iran und der Türkei, von 1994 bis 1995 an der Führungsakademie der Bundeswehr in Hamburg und 1994 Führer des Heeresfliegerkontingentes United Nations Special Commission im Irak.
Garben war ab dem 1. April 1995 General der Heeresfliegertruppe und Kommandeur der Heeresfliegerwaffenschule in Bückeburg. 1995 wurde er zum Brigadegeneral ernannt. Mit Ablauf des März 1999 wurde er auf diesem Dienstposten in den Ruhestand versetzt.
Garben ist verheiratet, evangelisch und hat zwei Söhne. Der Pianist Cord Garben ist sein Bruder.
Garben ist Ehrenpräsident der Gemeinschaft der Heeresflieger und Träger des Ehrenkreuzes der Bundeswehr in Gold.

## Schriften
- Deutsche Heeresflieger: Techniker im Einsatz. Stedinger-Verlag, Lemwerder 2007, ISBN 978-3-927697-51-5.
- Fünf Jahrzehnte Heeresflieger: Typen, Taktik und Geschichte(n). Stedinger-Verlag, Lemwerder 2006, ISBN 978-3-927697-45-4.
- Deutsche Heeresflieger: nationale und internationale Rettungs-, Hilfs- und UN-Einsätze. Stedinger-Verlag, Lemwerder 2005, ISBN 978-3-927697-41-6.
- Flieger des Heeres: aus dem Tagebuch eines Generals der Heeresflieger. Stedinger-Verlag, Lemwerder 2005, ISBN 978-3-927697-40-9.